# Сюзанн Лафлер
Сюзанн Лафлер (англ. Suzanne LaFleur; нар. 1983, Бостон, Массачусетс, США) — американська дитяча письменниця.

## Життєпис
Народилася в Бостоні, штат Массачусетс у 1983 році.  У коледжі вивчала літературу й письменницьку майстерність. Навчалася в Університеті Вашингтона і Лі у штаті Вірджинія. Спеціалізація на бакалавраті — англійська мова й європейська історія, магістерська програма — «Як писати для дітей».
«З любов'ю, Обрі» — перша книжка письменниці. Пишете у своїх книжках про непрості життєві ситуації і серйозні речі, такі як втрата батьків («З любов’ю, Обрі», «Вісім ключів»), війна («Прекрасний блакитний світ»), проблеми з друзями, переїзд тощо.
Сюзанн працює з дітьми у Нью-Йорку і Бостоні.